# 马特罗马尼亚岩洞

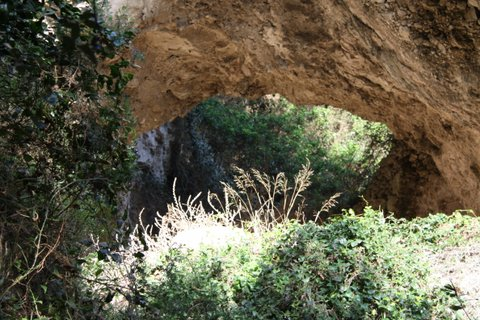
马特罗马尼亚岩洞

马特罗马尼亚岩洞（Grotta di Matromania）是一个大型天然岩洞，位于意大利卡普里岛东岸，靠近天然拱门。长27米，宽18米，高18米。它与密特拉密教有关。